# Spirula
Spirula is een geslacht van pijlinktvissen uit de familie van Spirulidae.

## Soorten
- Spirula spirula (Linnaeus, 1758)

### Synoniemen
- Spirula australis Lamarck, 1816 => Spirula spirula (Linnaeus, 1758)
- Spirula blakei Lönnberg, 1896 => Spirula spirula (Linnaeus, 1758)
- Spirula fragilis Lamarck, 1801 => Nautilus spirula Linnaeus, 1758 => Spirula spirula (Linnaeus, 1758)
- Spirula peroni Lamarck, 1822 => Spirula peronii Lamarck, 1822 => Spirula spirula (Linnaeus, 1758)
- Spirula peronii Lamarck, 1822 => Spirula spirula (Linnaeus, 1758)
- Spirula prototypus Péron, 1804 => Spirula spirula (Linnaeus, 1758)
- Spirula reticulata Owen, 1848 => Spirula spirula (Linnaeus, 1758)